# Шочітль Ескобедо
Шочітль Ескобедо (ісп. Xóchitl Escobedo; нар. 17 вересня 1968) — колишня мексиканська тенісистка.
Найвищу одиночну позицію світового рейтингу — 284 місце досягла 20 листопада 1989, парну — 198 місце — 16 листопада 1992 року.
Здобула 3 одиночні та 15 парних титулів туру ITF.
Завершила кар'єру 1996 року.

## Фінали ITF

### Фінали в одиночному розряді: 6 (3–3)
| Турніри $100,000 |
| Турніри $75,000  |
| Турніри $50,000  |
| Турніри $25,000  |
| Турніри $10,000  |

| Результат | Ранг | Дата            | Турнір                         | Покриття | Суперниця       | Рахунок       |
| Поразка   | 1.   | 4 грудня 1988   | Мельбурн, Австралія            | Тверде   | Елена Пампулова | 6–7(3), 2–6   |
| Перемога  | 2.   | 28 квітня 1991  | Вільяермоса, Мексика           | Тверде   | Ісабела Петров  | 7–5, 6–4      |
| Поразка   | 3.   | 27 вересня 1992 | Гуаякіль, Еквадор              | Ґрунт    | Нінфа Марра     | 3–6, 6–3, 2–6 |
| Перемога  | 4.   | 6 вересня 1993  | Сан-Сальвадор, Сальвадор       | Ґрунт    | Сесілія Інкапіе | 6–3, 6–0      |
| Перемога  | 5.   | 19 вересня 1993 | Гвадалахара (Мексика), Мексика | Ґрунт    | Лусіла Бесерра  | 2–6, 6–4, 6–2 |
| Поразка   | 6.   | 26 вересня 1993 | Гвадалахара (Мексика), Мексика | Ґрунт    | Лусіла Бесерра  | 4–6, 2–6      |

### Парний розряд Фінали: 18 (15-3)
| Результат | No  | Дата            | Турнір                          | Покриття | Партнерка            | Суперниці у фіналі                     | Рахунок       |
| Перемога  | 1.  | 6 червня 1988   | Кі-Біскейн (Флорида), США       | Тверде   | Лусіла Бесерра       | Софі Ам'яш Дженніфер Сентрок           | 6–4, 2–6, 7–5 |
| Перемога  | 2.  | 17 липня 1988   | Гвадалахара (Мексика), Мексика  | Ґрунт    | Лусіла Бесерра       | Blanca Borbolla Арансасу Гальярдо      | 6–2, 6–1      |
| Перемога  | 3.  | 25 липня 1988   | Мехіко, Мексика                 | Тверде   | Лусіла Бесерра       | Jamie Pisarcik Карім Штромаєр          | 6–4, 2–6, 6–4 |
| Поразка   | 4.  | 19 травня 1991  | Сан-Луїс-Потосі (штат), Мексика | Тверде   | Ісабела Петров       | Ріта Пічардо Белькіс Родрігес          | 4–6, 6–1, 3–6 |
| Перемога  | 5.  | 26 травня 1991  | Агуаскальєнтес, Мексика         | Harf     | Ісабела Петров       | Арансасу Гальярдо Клаудія Ернандес     | 6–3, 7–6(4)   |
| Перемога  | 6.  | 8 грудня 1991   | Сан-Луїс-Потосі (штат), Мексика | Тверде   | Анджеліка Гавальдон  | Корнелія Ґрунес Джин Лозано            | 6–2, 7–6(7)   |
| Поразка   | 7.  | 30 серпня 1992  | Керетаро, Мексика               | Тверде   | Лусіла Бесерра       | Рената Колбовіч Ванесса Вебб           | 3–6, 2–6      |
| Перемога  | 8.  | 6 вересня 1992  | Толука-де-Лердо, Мексика        | Тверде   | Лусіла Бесерра       | Рената Колбовіч Ванесса Вебб           | 7–6, 6–7, 7–5 |
| Перемога  | 9.  | 13 квітня 1992  | Мехіко, Мексика                 | Тверде   | Лусіла Бесерра       | Клаудія Чабалгойті Ісабела Петров      | 6–3, 6–2      |
| Перемога  | 10. | 6 вересня 1993  | Сан-Сальвадор, Сальвадор        | Ґрунт    | Хімена Родрігес      | Карміна Хіральдо Сесілія Інкапіе       | 6–2, 2–6, 6–4 |
| Перемога  | 11. | 19 вересня 1993 | Гвадалахара (Мексика), Мексика  | Ґрунт    | Лусіла Бесерра       | Kellie Dorman-Tyrone Philippa Palmer   | 6–4, 6–2      |
| Перемога  | 12. | 3 жовтня 1993   | Монтеррей, Мексика              | Ґрунт    | Лусіла Бесерра       | Happy Ho Клаудія Мусіньйо              | 6–2, 6–1      |
| Перемога  | 13. | 10 жовтня 1993  | Сакатекас (Сакатекас), Мексика  | Тверде   | Лусіла Бесерра       | Adriana Garcia Йоанніс Монтесіно       | 6–1, 6–4      |
| Перемога  | 14. | 17 жовтня 1993  | Сальтільйо, Мексика             | Тверде   | Лусіла Бесерра       | Клаудія Мусіньйо Сілвія Шенк           | 7–6(11), 6–2  |
| Поразка   | 15. | 11 липня 1994   | Толука-де-Лердо, Мексика        | Тверде   | Kellie Dorman-Tyrone | Лусіла Бесерра Клаудія Мусіньйо        | 0–6, 4–6      |
| Перемога  | 16. | 25 вересня 1994 | Гвадалахара (Мексика), Мексика  | Ґрунт    | Лусіла Бесерра       | Йоанніс Монтесіно Белькіс Родрігес     | 6–3, 6–3      |
| Перемога  | 17. | 2 жовтня 1994   | Мехіко, Мексика                 | Тверде   | Лусіла Бесерра       | Клаудія Мусіньйо Паула Уманья          | 6-4, 6-4      |
| Перемога  | 18. | 9 жовтня 1994   | Сакатекас (штат), Мексика       | Ґрунт    | Лусіла Бесерра       | Марія Долорес Кампана Клаудія Мусіньйо | 6–4, 6–4      |